# Maya Rochat
Maya Rochat est une plasticienne et photographe suisse, née le 14 août 1985 à Morges et travaillant à Lausanne.

## Biographie
Maya Rochat nait à Morges (Vaud, Suisse),,, ou en Allemagne,, selon les sources, le 14 août 1985. L'année suivante, ses parents partent avec elle en pèlerinage à cheval et en roulotte sur le chemin de Saint-Jacques-de-Compostelle. Elle grandit ensuite au Vieux Moulin de Bavois, qui est isolé en forêt,.
Maya Rochat étudie à l'École cantonale d'art de Lausanne (ECAL) dont elle sort diplômée de la section photographie en 2009 avant d'obtenir un master avec mention à la Haute école d'art et de design Genève (HEAD). Elle travaille maintenant à Lausanne.

## Style et techniques
Ses œuvres mêlent souvent photographie, vidéo, peinture et performance : elle réalise par exemple des peintures accompagnées de musique en direct. Bien que tendant vers l'abstraction, ses œuvres ne se départissent ni « du figuratif, ni du réel ». Elle y dépeint la nature, ses éléments comme le minéral et le végétal, avec une perspective écologique,. Ses installations sont décrites comme « colorées et hypnotiques », avec une dimension « onirique » et « hallucinogène ».

## Œuvres
Maya Rochat travaille par séries aux formats et techniques variées. Entre 2017 et 2020 elle réalise A Rock Is a River, composée de paysages de la Suisse et du Pérou, en commençant par la conception d’un livre. Elle poursuit avec sa série Living in a Painting entre 2018 et 2020, projections de performances de peinture en direct et en musique. L'artiste conclut cette série avec l'édition d'un nouvel ouvrage. De 2022 à 2023, Maya Rochat créé Poetry of the Earth, en métamorphosant des diapositives sur les fleurs protégées de Suisse appartenant à la Société de mycologie de Bevaix. La série comporte cette fois-ci des œuvres tridimensionnelles utilisant la lumière et changeant selon le point de vue.

## Expositions
Sa première exposition solo A Plastic Tool a lieu dans l'espace d'exposition Project Space du Centre d'art contemporain Genève en 2015. L'année suivante, elle participe à l'exposition collective « Double Je » au Palais de Tokyo à Paris,. En collaboration avec l'artiste peintre aérographe Erwan Robert, elle customise une Ford Capri MK1, une des œuvres-indices permettant de résoudre l'énigme policière de l'exposition. En 2018 elle participe à l'exposition collective « Shape of Light: 100 years of Photography and Abstract Art » à la Tate Modern à Londres. Une première rétrospective internationale de son travail a lieu à la Maison européenne de la photographie à Paris en 2023. L'exposition revient sur les précédentes séries de Maya Rochat, dévoile la série Poetry of the Earth ainsi que quatre autres travaux vidéos,.
En 2024 le musée Photo Élysée donne carte blanche à Maya Rochat pour une exposition sur le thème de l'eau. L'artiste créé l'installation Water is coming composée de six projections vidéos de 17 minutes sur les murs d'une salle inéclairée habillée de moquette, coussins et tableaux. La musique est composée avec l'artiste Blackout.
Ses œuvres ont été présentées au Fotomuseum Winterthur (en) à Winterthur, à la Galerie C à Neuchâtel, au Victoria Hall et au Grand Théâtre de Genève, au Palais de la culture et des congrès de Lucerne, mais aussi à Bilbao, Milan, Puerto Alegre, Singapour et Zurich. Elle a pu performer au Musée cantonal des beaux-arts de Lausanne et au Fotografiemuseum Amsterdam.

## Publications
Maya Rochat publie régulièrement des livres qui synthétisent son travail et déclinent ses projets,. Selon le journal Le Temps, le livre est même « au cœur de [sa] pratique artistique ». Elle réalise déjà des fanzines artisanaux puis son premier livre d'artiste, Durch den Wald, wo die wilde Schweine sind, un exemplaire unique réalisé à l'ECAL en 2008,.
- Maya Rochat et Jeremy Schorderet (Design graphique), ma tête à couper!, Hardcopy, 2011, 32 p.
- Maya Rochat et Nicolas Leuba, Vote for Me!, Hardcopy
- Maya Rochat, A Plastic Tool, Metabooks, 2015, 96 p. (ISBN 9789082118216)
- Maya Rochat, A Rock Is a River, Londres, SPBH, 2017, 300 p. (ISBN 978-1-9998144-0-3)
- Maya Rochat, LIVING IN A PAINTING, Ciao Press / La Mobilière, 2020, 192 p. (ISBN 978-88-944928-1-1)
- Maya Rochat, Poetry of the Earth, art&fiction, coll. « Photobook », 2023, 240 p. (ISBN 978-2-88964-020-1)

## Réception critique
Le journal Coopération juge que Maya Rochat « fait partie des artistes suisses les plus influentes dans le milieu de l'art contemporain ». Sa notoriété médiatique décolle avec une exposition collective à la Tate Modern à Londres en 2018.

## Prix et Bourses
En 2015 elle remporte le Prix de la relève photographique Pro Helvetia, en 2019 le Prix Mobilière, qui encourage les jeunes artistes suisses avec une dotation de 30 000 francs suisses, et le prix AMP en 2022,.
Elle obtient en 2017 la bourse culturelle Leenaards dotée de 50 000 francs suisses ainsi que celle de la Fondation Abraham Hermanjat.